# Cavallino (Olaszország)
Cavallino község (comune) Olaszország Puglia régiójában, Lecce megyében, a megyeszékhelytől (amely agglomerációjának része) délkeletre.

## Története
A város preromán eredetű, a középkorban Lecce feudumának része volt. 

## Népessége
A lakosság számának alakulása:

## Főbb látnivalói
- antik, megalitikus városfalak
- 15. századi Palazzo Castromediano
- a 17. századból származó Chiesa dell'Assunta.